# Ralls (Texas)
Ralls é uma cidade localizada no estado norte-americano de Texas, no Condado de Crosby.

## Demografia
Segundo o censo norte-americano de 2000, a sua população era de 2252 habitantes.
Em 2006, foi estimada uma população de 2083, um decréscimo de 169 (-7.5%).

## Geografia
De acordo com o United States Census Bureau tem uma área de
3,5 km², dos quais 3,5 km² cobertos por terra e 0,0 km² cobertos por água. Ralls localiza-se a aproximadamente 947 m acima do nível do mar.

## Localidades na vizinhança
O diagrama seguinte representa as localidades num raio de 32 km ao redor de Ralls.